# Őrhalom
Őrhalom is een plaats (község) en gemeente in het Hongaarse comitaat Nógrád. Őrhalom telt 1119 inwoners (2001).